# Liste des US Routes au Connecticut
Les US Routes au Connecticut  font partie du réseau des US Routes. Celles-ci sont entretenues par le Connecticut Department of Transportation (CTDOT). Il y en a sept parcourant un total de 547,75 mi (881,52 km). La US 1 est la plus longue avec 117,37 miles (188,89 km).

## Liste
| Numéro | Longueur (mi) | Longueur (km) | Terminus sud / ouest                                         | Terminus nord / est                                 | Créée | Notes                                           |
| ------ | ------------- | ------------- | ------------------------------------------------------------ | --------------------------------------------------- | ----- | ----------------------------------------------- |
| US 1   | 117,37        | 188,89        | US 1 à la frontière de l'État de New York à Greenwich        | US 1 à la frontière du Rhode Island à Stonington    | 1926  |                                                 |
| US 1A  | 1,93          | 3,11          | US 1 à Stonington                                            | US 1 à Stonington                                   | 1939  | Seule US Route Alternative restante dans l'état |
| US 5   | 54,59         | 87,85         | I-91 à New Haven                                             | US 5 à la frontière du Massachusetts à Enfield      | 1926  |                                                 |
| US 6   | 116,33        | 187,21        | US 6 / US 202 à la frontière de l'État de New York à Danbury | US 6 à la frontière du Rhode Island à Killingly     | 1926  |                                                 |
| US 7   | 78,29         | 126,00        | I-95 à Norwalk                                               | US 7 à la frontière du Massachusetts à North Canaan | 1926  |                                                 |
| US 44  | 106,03        | 170,64        | US 1 à la frontière de l'État de New York à Salisbury        | US 6 à la frontière du Rhode Island à Putnam        | 1934  |                                                 |
| US 202 | 75,14         | 120,93        | US 6 / US 202 à la frontière de l'État de New York à Danbury | US 202 à la frontière du Massachusetts à Granby     | 1935  |                                                 |
|        |               |               |                                                              |                                                     |       |                                                 |